# كريستين فوستر
كريستين فوستر هي لاعبة كرلنغ كندية، ولدت في 27 يناير 1987 في Morden, Manitoba ‏ في كندا.